# Miha Tomaževič
Miha Tomaževič, slovenski gradbenik, akademik in pedagog, * 19. september 1942, Ljubljana. 
Tomaževič je diplomiral na gradbenem oddelku FAGG Univerze v Ljubljani leta 1966. Podiplomski študij je opravil na Inštitutu za potresno inženirstvo in inženirsko seizmologijo Univerze Kiril i Metodij v Skopju in tam leta 1977 opravil tudi magisterij. Doktorat iz tehniških znanosti je opravil na Univerzi v Ljubljani leta 1985. Od leta 1967 je zaposlen na Zavodu za gradbeništvo in med letoma 1996 in 2005 tudi direktor tega zavoda. Bil je vodja odseka za potresno inženirstvo iste ustanove.
Prof. Tomaževič je eden najvidnejših slovenskih strokovnjakov za gradbeništvo. Ožje področje njegovega znanstvenega dela je obnašanje zidanih in armiranobetonskih gradbenih konstrukcij pri potresni obtežbi. Trenutno so njegova osrednja naloga eksperimentalne raziskave na tem področju, dosežene rezultate pa zelo uspešno uporablja pri razvoju metod analize in projektiranja. 

## Pedagoško delo
M. Tomaževič je leta 1986 postal izredni profesor, od leta 1991 pa je redni profesor za potresno inženirstvo in zidane konstrukcije Univerze v Ljubljani. 
Leta 1988 je bil gostujoči profesor na Univerzi v Trentu v Italiji. Gostujoči profesor je bil leta 1991 tudi na Universidad de Chile v Santiagu, od leta 1999 redno gostuje na univerzi v Padovi, Italija, v letih 1999-2001 je predaval na podiplomski šoli za konzervatorstvo Fakultete za arhitekturo Politehnike v Milanu. Leta 2003 je bil gostujoči profesor na Tehniški univerzi v Dresdnu v Nemčiji, leta 2004 na Indian Institute of Technology v Roorkeeju, leta 2005 pa na Univerzi v Brescii, Italija. Poleg tega je imel več kot 60 predavanj in seminarjev na različnih univerzah in raziskovalnih inštitutih v ZDA, Italiji, Nemčiji, Grčiji, Japonski, Kitajski, Čilu in Mehiki. 
Poleg tega je Tomaževič član uredniškega odbora revij European Earthquake Engineering in Bulletin of Earthquake Engineering.
Od 7. junija 2001 je Miha Tomaževič izredni član SAZU, redni član pa od 21. maja 2009.

## Nagrade
- Scalzi Research Award (2005) - za izreden prispevek na področju raziskovalnja zidanih konstrukcij, (The Masonry Society)